# Simon Kossakowski

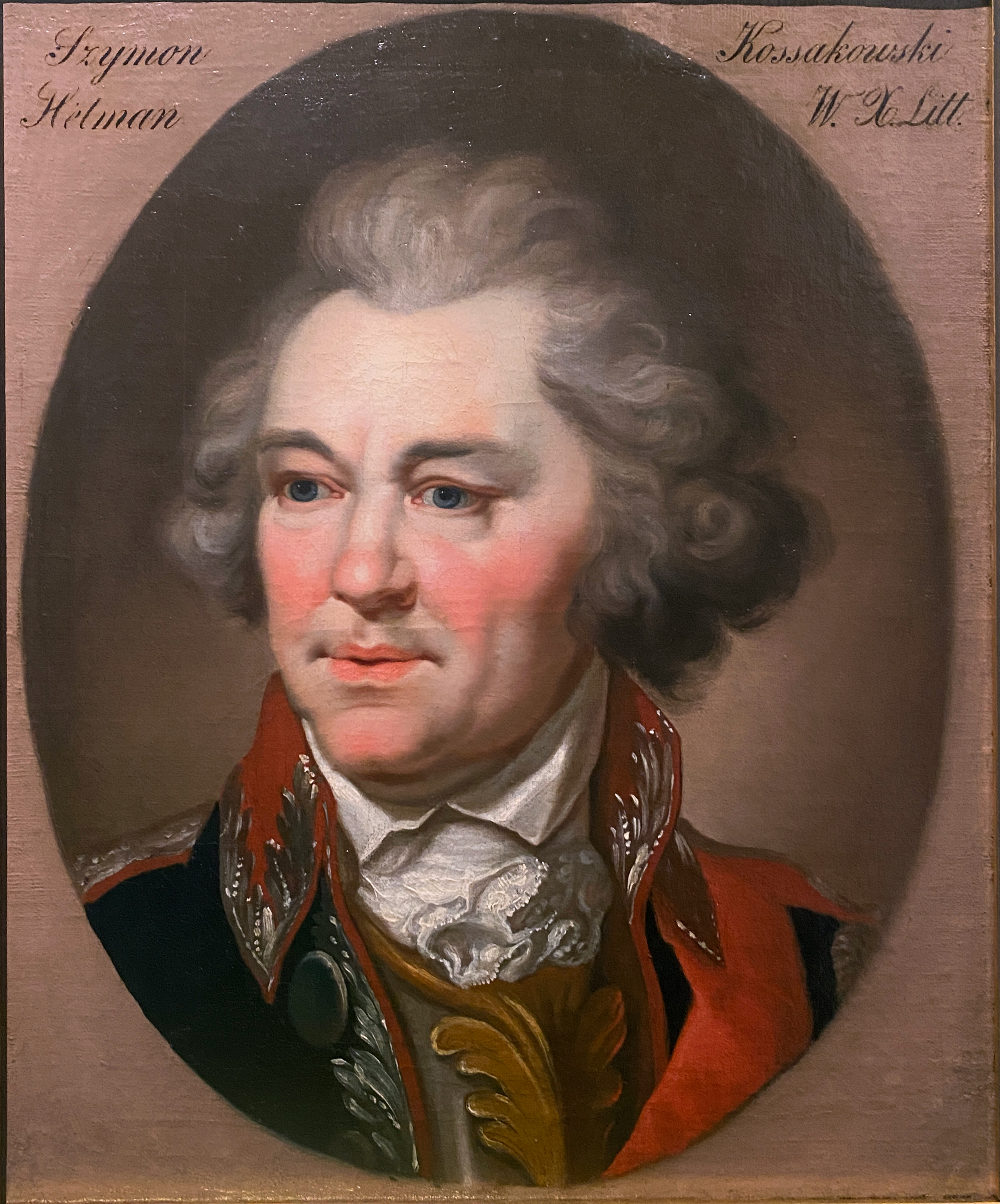
Szymon Marcin Kossakowski

Simon Kossakowski (poln. Szymon Marcin Kossakowski, lit. Simonas Kosakovskis, * 1741 im Gut Šilai bei Jonava; † 24. April 1794 in Vilnius) war ein Vertreter des polnisch-litauischen Adelsgeschlechts Kossakowski, der letzte litauischer Großhetman, Generalleutnant im Dienste des zaristischen Russlands, Anhänger der Konföderation von Bar und der Konföderation von Targowica.

## Leben
Simon Kossakowski wurde im Jesuiten-Kollegium Kaunas ausgebildet. Anschließend studierte er an der Universität Königsberg.
1762 begann Kossakowski seinen Dienst beim Fürsten von Kurland, Karl von Sachsen, in Mitau, in dessen Diensten er gegen die russischen Truppen kämpfte. Während des Sejms von Repnin 1767/68 kritisierte er den König scharf wegen dessen prorussischer Haltung und zentralistischer Bestrebungen. In der Folge war er Mitglied der Sejmdelegation, die Katharina II. um eine Garantie für den Erhalt Polens bitten sollte. 1768 nahm er an der antirussischen Bewegung Konföderation von Bar teil und organisierte Kampfgruppen für den Aufstand in Litauen.
Nach der gescheiterten Unabhängigkeitsbewegung orientierte sich Kossakowski an Russland. 1790 wurde er Freiwilliger der russischen Armee und nahm am 6. russisch-türkischen Krieg teil. Für seine Leistungen wurde er während des Kriegs zum Generalmajor, danach zum Generalleutnant befördert.
Kossakowski war ein Gegner der Verfassung vom 3. Mai 1791 und half der zaristischen Regierung bei der Organisation der Konföderation von Targowica 1792. Zudem unterstützte er die russische Politik nach dem polnisch-litauischen Aufstand 1794. 
Am 24. April 1794 wurde er von Aufständischen als Verräter Litauens auf dem Rathausplatz in Vilnius erhängt. Bestattet wurde er im Mausoleum der Kirche des Heiligen Apostels Jakobus in Jonava.